# GAM

GAM是早安家族的團體之一。團名“GAM”既是「Great Aya & Miki」（偉大的亞彌與美貴）的縮寫，在美式俚語中，GAM一字亦可解作「美腿女郎」 。
日本職棒的「東北樂天金鷹隊」於2007年官方聲援加油歌的最佳代言人。

## 成員
- 藤本美貴
- 松浦亞彌[3]

## 作品

### 單曲
1.Thanks!　2006.09.13
　C/W：蜃気楼ロマンス
2.メロディーズ　2006.10.18
　C/W：メロディーズ(ピアノ独唱Version)
3.LU LU LU　2007.03.21
　C/W：FAMILY

### 專輯
1.1st GAM～甘い誘惑～　2007.05.23

### 其他
1.ダイスキ楽天イーグルス　2007年日本職棒東北樂天金鷹隊公式應援歌
2.熱い魂　2007.12.12　プッチベスト8収録